# Aristotelia rubidella
Aristotelia rubidella is een vlinder uit de familie van de tastermotten (Gelechiidae). De wetenschappelijke naam van de soort is, als Gelechia rubidella, voor het eerst geldig gepubliceerd in 1860 door Clemens.